# Shaibu Amodu
Shaibu Amodu (Edo, 18 aprile 1958 – Benin City, 10 giugno 2016) è stato un allenatore di calcio e calciatore nigeriano.

## Carriera

### Allenatore
Iniziò la carriera di allenatore dopo una parentesi nel calcio giocato, vincendo una volta il titolo nazionale nigeriano e cinque la coppa; l'unica vittoria in campo internazionale arrivò nel 1990 con la conquista della Coppa delle Coppe d'Africa con i BCC Lions. Amodu allenò la Nigeria per la prima volta dopo la partecipazione della squadra al campionato del mondo 1994 ed il conseguente allontanamento di Clemens Westerhof; dopo aver guidato la Nazionale durante la Confederations Cup 1995, allenò in Sudafrica con gli Orlando Pirates prima di tornare sulla panchina delle super aquile nel periodo precedente a Corea del Sud-Giappone 2002. Ha poi sostituito Berti Vogts alla guida della Nigeria portando la squadra alla qualificazione al campionato del mondo 2010: è stato assunto per la terza volta in tale incarico nell'aprile 2008, dopo che aveva allenato la Nazionale l'ultima volta dall'aprile 2001 al febbraio 2002, rimpiazzando Jo Bonfrère. È stato esonerato il 5 febbraio 2010.

## Palmarès

### Club

#### Competizioni nazionali
- Campionato nigeriano: 1

BCC Lions: 1994
- Coppa di Nigeria: 5

BCC Lions: 1989, 1993, 1994
El-Kanemi Warriors: 1991, 1992
- Coppa delle Coppe d'Africa: 1

BCC Lions: 1990